# Lúcio Antônio Chamon Junior
Lúcio Antônio Chamon Junior (Sete Lagoas, 19 de agosto de 1979) é professor, teórico e jurista brasileiro.

## Biografia
Graduado em Direito pela Universidade Federal de Minas Gerais (UFMG), em dezembro de 2001, tornou-se doutor em Direito Constitucional, em janeiro 2005, com a defesa da tese Responsabilidade e justificação: por um uso reconstrutivo da tensão entre operacionalidade e constitucionalismo, e mestre em Ciências Penais, em abril de 2003, com a defesa da dissertação Imputação e risco no Direito Penal: lineamentos de uma Dogmática em termos de Teoria do Discurso, pelo Programa de Pós-Graduação em Direito da UFMG.
Chamon Junior foi, à época, o mais jovem Doutor em Direito em Minas Gerais ao defender sua densa tese de doutoramento aos 25 anos de idade. A isto se poderia também somar o fato de ser, igualmente, o mais jovem Mestre e Doutor. Sua tese de doutoramento foi publicada sob o título de "Teoria Geral do Direito Moderno: por uma reconstrução crítico-discursiva na Alta Modernidade" pela Editora Lumen Juris nos anos de 2006 e 2007 (em sua segunda edição).
É autor de livros na área de Filosofia e Teoria do Direito, bem como no campo do Direito Penal. Responsável pela criação da Teoria Discursiva do Delito e igualmente pelo desenvolvimento de uma Teoria Geral do Direito à luz da Teoria Discursiva de Jürgen Habermas, tem publicado vários livros em que uma análise crítica da legitimidade e dogmática do Direito é o ponto inicial.
O primeiro de seus livros, publicado pela Editora Mandamentos (Belo Horizonte) em 2002, foi escrito ainda quando se encontrava na graduação em Direito, e trata da responsabilidade penal em situações de embriaguez a partir de uma ferrenha crítica à teoria da actio libera in causa.

## Obras do autor
- CHAMON JUNIOR, Lúcio Antônio. Responsabilidade penal e embriaguez. Belo Horizonte: Mandamentos, 2003 ISBN 85-87054-91-0

- CHAMON JUNIOR, Lúcio Antônio. Do giro finalista ao funcionalismo penal: embates de perspectivas dogmáticas decadentes. Porto Alegre: 2004 ISBN 857525255-0

- CHAMON JUNIOR, Lúcio Antônio. Imputação objetiva e risco no Direito Penal: do funcionalismo à Teoria Discursiva do Delito. Belo Horizonte: Mandamentos, 2005 ISBN 85-7604-089-1

- CHAMON JUNIOR, Lúcio Antônio. Teoria Constitucional do Direito Penal: contribuições a uma reconstrução da Dogmática penal 100 anos depois. Rio de Janeiro: Lumen Juris, 2006, ISBN 85-7387-952-1

- CHAMON JUNIOR, Lúcio Antônio. Teoria Geral do Direito Moderno: por uma reconstrução crítico-discursiva na Alta Modernidade. 2.ed. Rio de Janeiro: Lumen Juris, 2007, ISBN-978-85-375-0041-5.

>>[1ed. 2006] ISBN 85-7387-802-9
- CHAMON JUNIOR, Lúcio Antônio. Filosofia do Direito na Alta Modernidade: incursões teóricas em Kelsen, Luhmann e Habermas. 3.ed. Rio de Janeiro: Lumen Juris, 2010.

>>[1ed. 2005] ISBN 85-7387-670-0
>>[2ed. 2007] ISBN 978-85-375-0042-2
- CHAMON JUNIOR, Lúcio Antônio. Teoria da Argumentação Jurídica: constitucionalismo e democracia em uma reconstrução das fontes no Direito moderno. 2.ed. Rio de Janeiro: Lumen Juris, 2009.

>>[1ed. 2008] ISBN 978-85-375-0155-9